# Tjejer (musikalbum)
Tjejer är ett studioalbum från 1994 av det svenska dansbandet Arvingarna.
På Svensktoppen fick man in låten Räck mig din hand 1994 .

## Låtlista
1. Tjejer
2. Under mitt täcke
3. Karneval i stan
4. Kärlekståg
5. Stanna här Sara
6. Ring om du vill nånting
7. När ett hjärta slår för någon
8. Det borde vara jag
9. Ny tjej i stan
10. Evelina
11. Det regnar i mitt hjärta
12. Tänk på mig nångång ibland
13. Granna Anna
14. Räck mig din hand

## Listplaceringar
| Lista (1994) | Topplacering |
| ------------ | ------------ |
| Sverige      | 9            |